# Peter Hyams
Peter Hyams (* 26. července 1943, New York City) je americký režisér, scenárista, kameraman a producent. Na režisérské stoličce debutoval v roce 1972 filmem Rolling Man. Režíroval mj. i filmy Kozoroh 1, Outland, 2010: Druhá vesmírná odysea nebo Timecop.
V prosinci 1964 se Hyams oženil s George-Annou Spotovou, se kterou má tři syny. Na její počest se jméno Spota často objevuje v jeho filmech, ať už jako příjmení některé vedlejší postavy či název restaurace apod.

## Režie
- Rolling Man (1972) – TV drama
- Goodnight, My Love (1972) – TV mysteriózní krimikomedie
- Busting (1974) – kriminální film
- Our Time (1974)
- Peeper (1975)
- Kozoroh 1 (1977) – konspirační thriller
- Hanover Street (1979)
- Outland (1981) – sci-fi thriller
- Soudcova noc (1983)
- 2010: Druhá vesmírná odysea (1984) – vědeckofantastický film
- Se strachem v zádech (1986)
- Pevnost (1988)
- Nebezpečný útěk (1990)
- Ďábelská frekvence (1992)
- Timecop (1994) – sci-fi thriller
- Náhlá smrt (1995)
- Relic (1997)
- Konec světa (1999)
- Mušketýr (2001)
- Lovci dinosaurů (2005)
- Beyond a Reasonable Doubt (2009)
- Smrtelná aliance (2013)